# Massacre de Jungholzhausen
O massacre de Jungholzhausen foi um crime de guerra dos Estados Unidos cometido pela  63ª Divisão de Infantaria do Exército dos EUA em 15 de abril de 1945 durante o Invasão aliada ocidental da Alemanha. Entre 13 e 30 prisioneiros de guerra Waffen-SS e Wehrmacht foram executados pelo 254º Regimento de Infantaria da divisão depois de pesados combates perto da aldeia de Jungholzhausen.  

## Massacre
Em abril de 1945, o 254º Regimento de Infantaria sofreu pesadas baixas durante a batalha pelo distrito de  Hohenlohe.  Engenheiros de combate da Wehrmacht e principalmente soldados Waffen-SS de 17 anos de Leoben em Styria enfrentaram o regimento em combate perto da aldeia de Jungholzhausen.  Após a batalha, os moradores contaram os corpos de 63 soldados alemães, dos quais em pelo menos 13 e possivelmente até 20 ou 30 foram mortos após a rendição.   Uma testemunha ocular observou a execução nos EUA com submetralhadora s de quatro soldados Waffen-SS durante a noite.  Massacres nos EUA de prisioneiros de guerra alemães eram comuns no distrito de Hohenlohe. 

## Legado e investigação dos EUA em 1996
Segundo o historiador alemão Klaus-Dietmar Henke, os crimes de guerra cometidos pelos EUA na Alemanha em 1945 foram amplamente envoltos em silêncio até os anos 90, quando os jornais locais alemães começaram a reportar sobre eles.  Em 1996, o Comando de Investigação Criminal do Exército dos Estados Unidos investigou o massacre de 15 de abril de 1945 em Braunsbach-Jungholzhausen, mas não conseguiu identificar os autores do massacre. 

## Citações
1. 1 2 3 4 5 6 7 8  Zigan 2015.
2. 1 2  Henke 1996, p. 926.